# Shiroyama to Mita-san
Shiroyama to Mita-san (白山と三田さん?  lit. Shiroyama y Mita-san) es una serie de manga japonés escrita e ilustrada por Yūhei Kusakabe. Comenzó su serialización en la revista de manga Shūkan Shōnen Sunday de Shōgakukan desde el 8 de diciembre de 2021, y hasta el momento se ha recopilado en cuatro volúmenes tankōbon.

## Publicación
Shiroyama to Mita-san es escrito e ilustrado por Yūhei Kusakabe. Comenzó su serialización en la revista de manga shōnen Shūkan Shōnen Sunday de Shōgakukan el 8 de diciembre de 2021. Shogakukan ha recopilado sus capítulos individuales en volúmenes tankōbon. El primer volumen se publicó el 18 de abril de 2022, y hasta el momento se han lanzado cuatro volúmenes.
| Volúmenes de manga publicados | Volúmenes de manga publicados | Volúmenes de manga publicados |
| Número                        | Fecha de publicación          | ISBN                          |
| ----------------------------- | ----------------------------- | ----------------------------- |
| 1                             | 18 de abril de 2022           | ISBN 9784098510610            |
| 2                             | 18 de mayo de 2022            | ISBN 9784098511259            |
| 3                             | 18 de agosto de 2022          | ISBN 9784098512225            |
| 4                             | 18 de noviembre de 2022       | ISBN 9784098513895            |
| 5                             | 16 de febrero de 2023         | ISBN 9784098516032            |

## Recepción
La serie fue nominada para el Next Manga Award de 2022 en la categoría de manga impreso y se ubicó en el décimo lugar entre 50 nominados.